# Cyrtocamenta massarti
Cyrtocamenta massarti är en skalbaggsart som beskrevs av Louis Burgeon 1945. Cyrtocamenta massarti ingår i släktet Cyrtocamenta och familjen Melolonthidae. Inga underarter finns listade i Catalogue of Life.